# Circuito Internacional de Xangai
O Circuito Internacional de Xangai (chinês simplificado: 上海国际赛车场; chinês tradicional: 上海國際賽車場; pinyin: Shànghǎi Guójì Sàichēchǎng, em inglês:  Shanghai International Circuit) é um autódromo localizado perto da cidade de Xangai, na China. É conhecido por receber, anualmente, a Fórmula 1 desde 2004

## História
O circuito de Xangai começou a ser construído em 2003. Com especialistas e cerca de 3000 engenheiros a trabalhar contra o tempo, o circuito ficou pronto em 18 meses. A construção foi financiada por diversas empresas, tendo o custo ficado por volta dos 450 milhões de dólares.
A corrida oficial de inauguração foi realizada logo em 2004 pelo Campeonato Asiático de Fórmula Renault. O piloto Rodolfo Ávila foi o vencedor. Ainda nesse ano, o circuito recebeu a Fórmula 1 pela primeira vez.
O circuito, para além da Fórmula 1, foi recebendo outras modalidades populares como a MotoGP e A1 GP.
Em 2008, o circuito recebeu a última corrida de MotoGP. O circuito deixou de integrar o calendário devido a problemas de sobrelotação do circuito.
Um pouco graças à localização do circuito, as áreas ao pé das curvas 1, 8 e 14 têm ganho profundidade, por isso, o circuito teve de ser inspecionado antes do Grande Prêmio de 2011.

## Pista

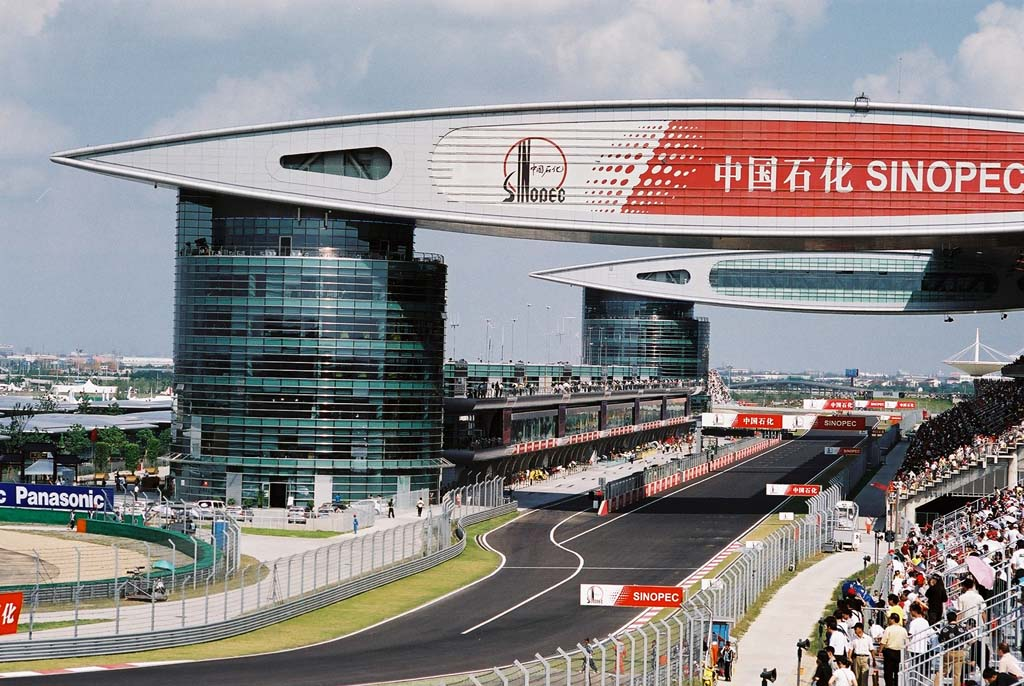
Reta principal do Circuito Internacional de Xangai

Este circuito é um dos mais modernos presentes na Fórmula 1. Foi projetado pelo arquiteto alemão Hermann Tilke, que já fora responsável pelo circuito de Sepang, pelas versões atualizadas de Red Bull Ring e Hockenheim e pelo circuito do Barém, que foi estreado na mesma temporada. Segue a tendência dos circuito de Tilke: possui uma longa reta oposta seguida por uma curva em gancho.
Devido às curvas lentas ou de média velocidade, o carro deve ter um balanço perfeito, resultado de eficiente pacote aerodinâmico. As curvas rápidas, permitem ultrapassagem, mas que não são fáceis nem para os carros nem para os pilotos. Os engenheiros devem escolher, portanto, um acerto que possibilite altas velocidades, mas baixos níveis de arrasto, sem comprometer a estabilidade nas curvas.
Na reta dos boxes, de alta velocidade, os carros podem chegar a de 300 km/h. Mas, depois, a pista vai-se estreitando e, na primeira curva, início de um traçado  no formato de caracol invertido, que vai até a curva 3, a velocidade baixa para até 120 km/h.  Na segunda reta, de 1.175 metros, entre o final da curva 13 e início da 14, a velocidade pode chegar a 326 km/h.
É apreciado pela boa combinação de curvas de alta, média e baixa velocidades. Os carros de Fórmula 1 facilmente ultrapassam os 300 km/h (186 mph) na reta oposta. A forma do circuito foi inspirada pela letra 上, que significa “acima” ou “ascender”.
Em maior parte das temporadas de Fórmula 1, Xangai teve como uma das principais características ter a maior reta do calendário, com 1170 metros.

## Recordes do circuito
| Categoria | Piloto        | Equipa  | Tempo    | Comprimento  | Ano  |
| --------- | ------------- | ------- | -------- | ------------ | ---- |
| Fórmula 1 | Oscar Piastri | McLaren | 1:30:641 | 5.451 metros | 2025 |
| MotoGP    | Casey Stoner  | Ducati  | 1:58.139 | 5.281 metros | 2008 |

## Vencedores

### Fórmula 1
| Ano                         | Piloto             | Construtor          | Detalhes |
| --------------------------- | ------------------ | ------------------- | -------- |
| 2004                        | Rubens Barrichello | Ferrari             | Detalhes |
| 2005                        | Fernando Alonso    | Renault             | Detalhes |
| 2006                        | Michael Schumacher | Ferrari             | Detalhes |
| 2007                        | Kimi Räikkönen     | Ferrari             | Detalhes |
| 2008                        | Lewis Hamilton     | McLaren-Mercedes    | Detalhes |
| 2009                        | Sebastian Vettel   | Red Bull-Renault    | Detalhes |
| 2010                        | Jenson Button      | McLaren-Mercedes    | Detalhes |
| 2011                        | Lewis Hamilton     | McLaren-Mercedes    | Detalhes |
| 2012                        | Nico Rosberg       | Mercedes            | Detalhes |
| 2013                        | Fernando Alonso    | Ferrari             | Detalhes |
| 2014                        | Lewis Hamilton     | Mercedes            | Detalhes |
| 2015                        | Lewis Hamilton     | Mercedes            | Detalhes |
| 2016                        | Nico Rosberg       | Mercedes            | Detalhes |
| 2017                        | Lewis Hamilton     | Mercedes            | Detalhes |
| 2018                        | Daniel Ricciardo   | Red Bull-TAG Heuer  | Detalhes |
| 2019                        | Lewis Hamilton     | Mercedes            | Detalhes |
| Cancelado entre 2020 e 2023 |                    |                     |          |
| 2024                        | Max Verstappen     | Red Bull-Honda RBPT | Detalhes |
| 2025                        | Oscar Piastri      | McLaren-Mercedes    | Detalhes |

### MotoGP
| Ano  | Piloto          | Equipa | Detalhes |
| ---- | --------------- | ------ | -------- |
| 2008 | Valentino Rossi | Yamaha | Detalhes |
| 2007 | Casey Stoner    | Ducati | Detalhes |
| 2006 | Daniel Pedrosa  | Honda  | Detalhes |
| 2005 | Valentino Rossi | Yamaha | Detalhes |

### Por pilotos, equipes e países que mais venceram1
|          |                    |                                    |
| Vitórias | Pilotos            | Edições                            |
| 6        | Lewis Hamilton     | 2008, 2011, 2014, 2015, 2017, 2019 |
| 2        | Fernando Alonso    | 2005, 2013                         |
| 2        | Nico Rosberg       | 2012, 2016                         |
| 1        | Rubens Barrichello | 2004                               |
| 1        | Michael Schumacher | 2006                               |
| 1        | Kimi Räikkönen     | 2007                               |
| 1        | Sebastian Vettel   | 2009                               |
| 1        | Jenson Button      | 2010                               |
| 1        | Daniel Ricciardo   | 2018                               |
| 1        | Max Verstappen     | 2024                               |
| 1        | Oscar Piastri      | 2025                               |

|          |            |                                    |
| Vitórias | Construtor | Edições                            |
| 6        | Mercedes   | 2012, 2014, 2015, 2016, 2017, 2019 |
| 4        | Ferrari    | 2004, 2006, 2007, 2013             |
| 4        | McLaren    | 2008, 2010, 2011, 2025             |
| 3        | Red Bull   | 2009, 2018, 2024                   |
| 1        | Renault    | 2005                               |

|          |               |                                          |
| Vitórias | País          | Edições                                  |
| 7        | Reino Unido   | 2008, 2010, 2011, 2014, 2015, 2017, 2019 |
| 4        | Alemanha      | 2006, 2009, 2012, 2016                   |
| 2        | Espanha       | 2005, 2013                               |
| 2        | Austrália     | 2018, 2025                               |
| 1        | Brasil        | 2004                                     |
| 1        | Finlândia     | 2007                                     |
| 1        | Países Baixos | 2024                                     |

↑1  (Última atualização: GP da China de 2025)

## Recordes em Xangai
|                       | Piloto             | Chassi/Motor     | Tempo        | Extensão | Ano  |
| --------------------- | ------------------ | ---------------- | ------------ | -------- | ---- |
| Pole Position         | Oscar Piastri      | McLaren V6 Turbo | 1min 30s 641 | 5.451 km | 2025 |
| Melhor Volta na Prova | Michael Schumacher | Ferrari V10      | 1min 32s 238 | 5.451 km | 2004 |